# Audrey Marie
Ashley Nicole Miller (Houston, Texas; 17 de septiembre de 1988) es una ex luchadora profesional y modelo estadounidense. Es conocida por su paso por la WWE en su territorio de desarrollo NXT Wrestling bajo el nombre de Audrey Marie. Derrotó a Aksana para ganar el Campeonato de Divas de la FCW, pero cedió el título a Raquel Díaz.

## Carrera profesional

### Florida Championship Wrestling (2011–2012)
Después de firmar un contrato con la WWE en 2011, Miller fue asignada a la marca Florida Championship Wrestling (FCW), el territorio de desarrollo de la WWE. Hizo su debut en el ring el 9 de junio de 2011 bajo el nombre de Audrey Marie, en un combate de equipo con Sonia en un esfuerzo perdedor ante AJ Lee y Aksana. El 28 de junio, ganó su primer partido haciendo equipo con Aksana y Maxine contra Leah West, Naomi, y Caylee Turner. En el episodio del 1 de septiembre, Marie derrotó a Aksana para ganar el Campeonato de Divas de la FCW, su primer título en FCW. Después de defender el título con éxito contra Naomi, perdió el campeonato contra Raquel Díaz en diciembre. No pudo recuperar el campeonato en un trío en febrero de 2012, y de nuevo en un combate individual en marzo. A continuación, pasó a un feudo con Paige, enfrentándose a ella en varias ocasiones. En el último episodio de la temporada televisiva, emitido el 15 de julio, Paige y Marie terminaron su feudo con Marie victoriosa en un combate sin descalificación.

### NXT (2012–2013)
Después de que WWE renombrara FCW como NXT, el debut televisivo de Marie en NXT tuvo lugar en el episodio del 1 de agosto de WWE NXT grabado en la Universidad Full Sail, donde perdió ante Raquel Díaz. Después de pasar varios meses perdiendo en combates de equipos de etiqueta, ganó su primer combate televisado para NXT en el episodio del 28 de noviembre, derrotando a Emma, al tiempo que se convertía en villana. A finales de enero de 2013, Sasha Banks comenzó a recibir cartas de un "admirador secreto". En el episodio del 20 de febrero de NXT, el admirador se reveló como una intrigante Marie, que rápidamente emboscó a Banks; la villana Marie había estado celosa del éxito de Banks en NXT mientras ella misma había estado lesionada. Marie derrotó a Banks en su combate de regreso más tarde en ese episodio. La disputa de Marie con Banks terminó en el episodio del 3 de abril de NXT, cuando Marie hizo equipo con Summer Rae contra Banks y Paige. Marie fue inmovilizada después de que Rae huyera del combate. El 17 de mayo de 2013, Marie fue liberada; su último combate televisado fue una derrota ante Emma en el episodio del 29 de mayo de NXT que se grabó antes de su liberación.

### Circuito independiente (2014)
El 13 de junio de 2014, Marie hizo su primera aparición independiente en la promoción femenina Queens of Combat como rostro, perdiendo ante Heather Patera en su combate de debut para la promoción.

## Vida personal
Miller se casó con Matthew Clement en septiembre de 2016.

## Campeonatos y logros
- Florida Championship Wrestling
  - FCW Divas Championship (1 vez)[2][3][5]